# Gebrandmarkt (1961)
Gebrandmarkt (Originaltitel: The Mark) ist ein britisches Filmdrama aus dem Jahr 1961 nach dem gleichnamigen Roman von Charles E. Israel.

## Handlung
Der Kanadier Jim Fuller wächst, bedingt durch seine dominierende Mutter, zu einem Mann voller Selbstzweifel heran. Nach einer glücklosen Beziehung zu einem Mädchen seines Alters beginnt er sich mehr und mehr für jüngere Mädchen zu interessieren. Schließlich entführt er eine 10-Jährige. Obwohl er dem Kind ansonsten nichts getan hat, wird er der Unzucht mit Kindern angeklagt und zu drei Jahren Haft verurteilt. Dort unterzieht er sich einer Gruppentherapie, die von dem Psychiater Dr. McNally geleitet wird.
Nach seiner Entlassung fungiert Dr. McNally als sein Bewährungsbetreuer und vermittelt ihm eine Stelle in der expandierenden Werbefirma von Mr. Clive, der von Jims Vergangenheit weiß. Jim kann sich rasch einarbeiten und seine Arbeit wird geschätzt. Sein Selbstwertgefühl steigert sich weiter, als es zu einer Romanze mit Ruth, Mr. Clives Sekretärin, kommt. Auch das normale Verhältnis, das Jim mit Ruths 11-jähriger Tochter Janie hat, ist ein Zeichen für seine Stabilität. Ruth weiß von seiner Haftstrafe, kennt aber nicht den Grund seiner Verurteilung.
Als ein Kind von einem Mann angegriffen wird, der Jim sehr ähnlich sieht, gerät Jim schnell unter Verdacht. Doch er hat ein wasserdichtes Alibi. Auf einer Kirmes wird Jim von dem Reporter Austin wiedererkannt, der seine Vergangenheit nun öffentlich macht. Seine Vermieterin, Mrs. Cartwright, kündigt ihm daraufhin sein möbliertes Zimmer. Er verliert seine Arbeit und auch Ruth trennt sich von ihm aus Angst um ihre Tochter. Am Boden zerstört will sich Jim von Dr. McNally in eine Heilanstalt einweisen lassen. Doch der Arzt bringt Jim dazu, die Stadt zu verlassen und an einem anderen Ort ein neues Leben zu beginnen. Ruth findet Jim dort und bittet um Verzeihung. Sie bittet ihn, mit ihr zusammen das neue Leben zu beginnen.

## Kritik
Das Lexikon des internationalen Films schreibt über den Film: „Die gekonnt inszenierte Romanverfilmung behandelt den Fall als psychoanalytischen Heilungsprozeß und verfolgt ihn diskret im Stil einer zeitkritischen Studie.“
A. H. Weiler von der New York Times befand, dass die verworrene Welt eines kranken Geistes sowie die manchmal zerstörerische Ignoranz, Angst und Unzulänglichkeit des Menschen in diesem weitgehend gemütlichen aber sehr aussagekräftigen Film offen angegangen werden.

## Auszeichnungen
Der Film wurde für drei Filmpreise nominiert, gewann aber keinen von ihnen.
Stuart Whitman wurde 1962 als bester Hauptdarsteller für den Oscar nominiert, Guy Green bei den Internationalen Filmfestspielen von Cannes für die Goldene Palme. Zudem gab es eine Nominierung für den Samuel Goldwyn Award bei der Verleihung des Golden Globe.

## Hintergrund
In Deutschland kam der Film erstmals am 8. Juni 1961 in die Kinos, in den USA sogar erst am 2. Oktober des gleichen Jahres.
Die Hauptrolle war ursprünglich für Richard Burton vorgesehen, der aber wegen Vertragsverpflichtungen nicht mitwirken konnte.